# Myrmica faniensis
Myrmica faniensis là một loài côn trùng thuộc họ Formicidae. Đây là loài đặc hữu của Bỉ.